# Người giết mổ gia súc

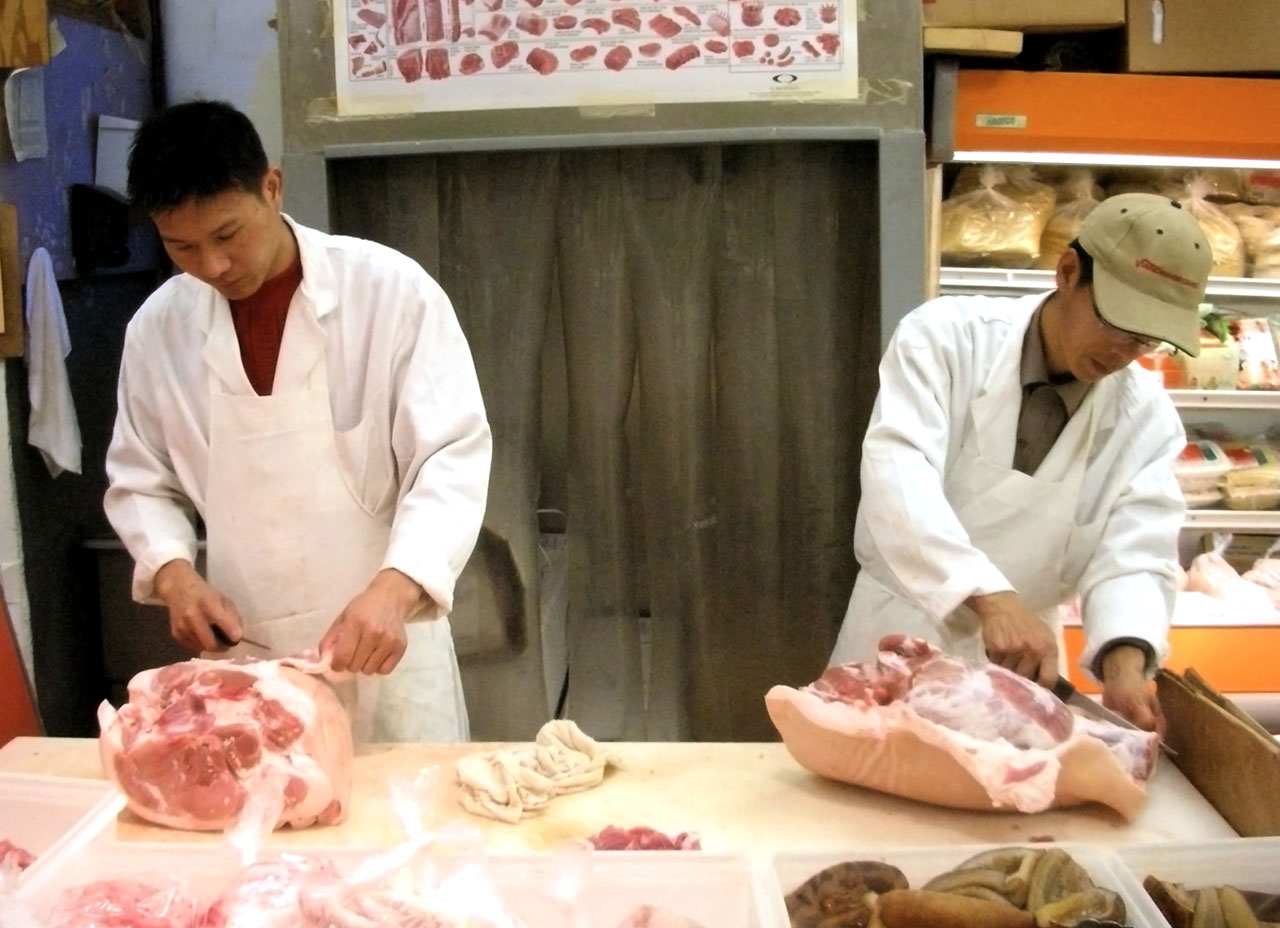
Hai nhân viên giết mổ gia súc

Người giết mổ gia súc (trong tiếng Việt đôi khi còn gọi là đồ tể, người mổ lợn, nghề mổ lợn, hạ heo, mổ bò.... tùy vào đối tượng giết mổ, là một người chuyên thực hiện việc giết mổ các loại động vật thường là gia súc để chia tách, lấy các phần thịt và các phần có giá trị của đối tượng giết mổ đem bán lấy tiền hoặc giết mổ thuê cho người khác để lấy tiền công.
Thường thì Người giết mổ gia súc làm việc trong các cơ sở (lò) giết mổ gia súc (lò sát sinh) Đối tượng giết mổ của họ cũng có thể là thịt các loại, cá, gia cầm và động vật có vỏ để bán trong các cơ sở thực phẩm bán lẻ hoặc bán buôn. Một cửa hàng thịt (cơ sở giết mổ) có thể cung cấp thịt cho các siêu thị, cửa hàng tạp hóa, cửa hàng bán thịt và các chợ cá, hoặc có thể tự phân phối, tự đem bán. Đồ nghề quen thuộc của Người giết mổ gia súc thường là một con dao phay.

## Trong văn hóa

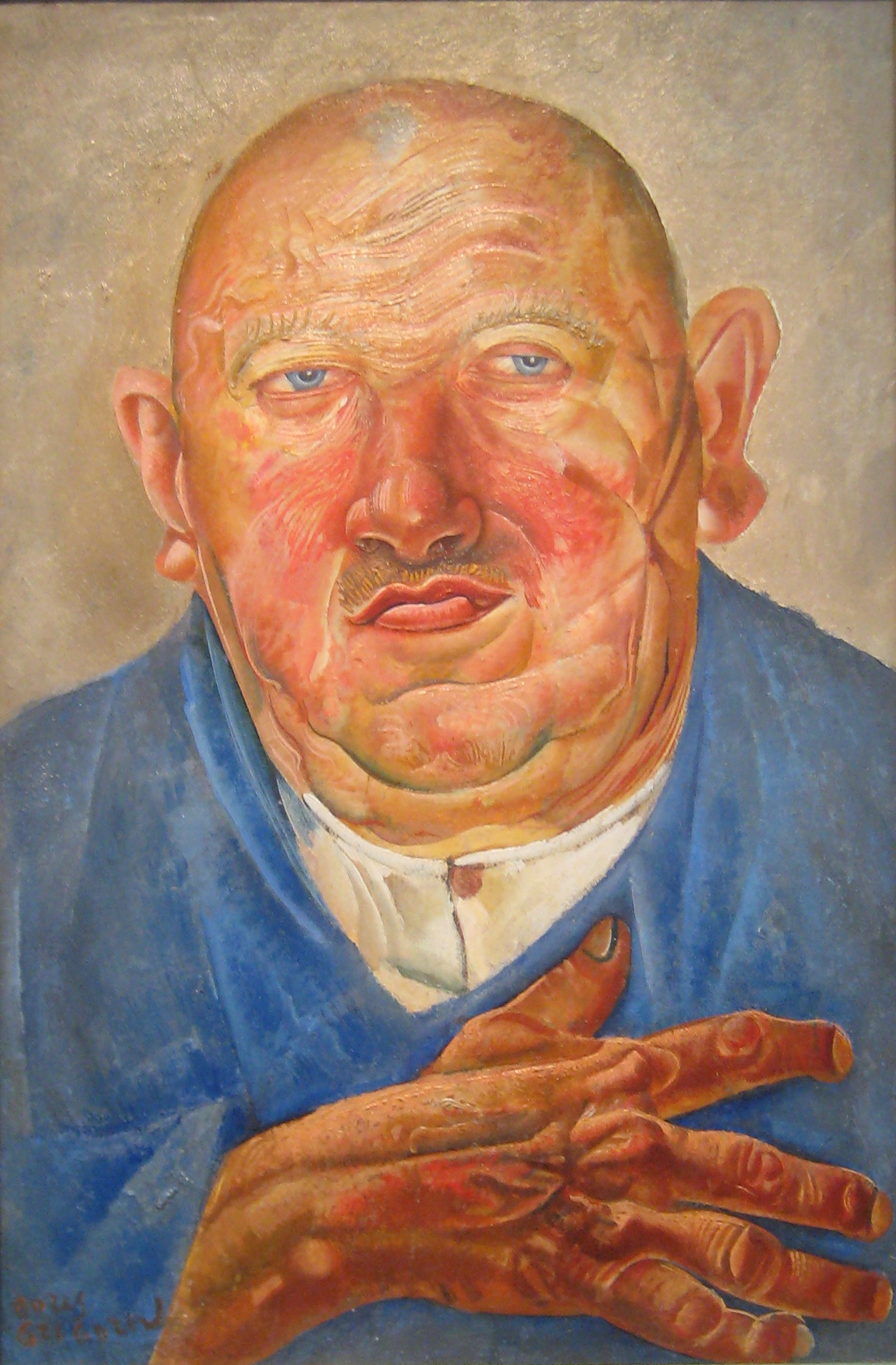
Chân dung một gã giết mổ với dung mạo dữ tợn, bàn tay nhuộm máu

Nhìn chung trong văn hóa, cách nhìn của xã hội không mấy thiện cảm đối với nghề này với tên gọi là đồ tể, một nghề làm việc ác (sát sinh), hoặc dùng để chỉ thẳng về một kẻ hung bạo, kẻ hay tàn sát. Trong kinh Phật có câu "buông dao đồ tể lập địa thành phật". Thuật ngữ gã kẻ sát sinh, tên sát sinh thường dùng có ngữ khí như một câu mắng mỏ, kinh khi. Trong lịch sử cũng có nhiều anh tài xuất thân từ nghề sát sinh như Trương Phi, Hà Tiến thời Tam Quốc, Chu Hợi thời Xuân Thu, Phàn Khoái thời nhà Hán.